# Jošinogawa (Tokušima)
Jošinagawa (japonsky 吉野川市, Jošinagawa-ši) je japonské město v prefektuře Tokušima na ostrově Šikoku. Celková rozloha oblasti je přes 155 čtverečích kilometrů a obyvatel zde žije téměř 40 tisíc.
V místním chrámu Fudžii-dera se ve velkém pěstují bobovité stromy – vistárie květnaté.

## Geografie
Město leží na pravém břehu řeky Jošino a sousedí se 4 dalšími oblastmi: Mima, Awa, Kamiita, Kamijama a Išii.

## Ekonomika a vzdělávání
Místní ekonomika se orientuje na zemědělství (např. pěstování vistárie květnaté) a též na místní řemesla. Město má vhodnou polohu při řece Jošino a na železnici, která vede až do Tokušimy, hlavního města celé prefektury.
Vzdělávání zde poskytuje 11 záklaních a 4 střední státní školy. V oblasti též působí jedna speciální škola pro handicapované děti.